# Béatrice Nirere
Béatrice Nirere là một chính trị gia người Rwanda, đã bị kết án tội diệt chủng vì liên quan đến cuộc diệt chủng Rwanda năm 1994. Vào thời điểm niềm tin của mình vào năm 2009, cô là một thành viên của Viện đại biểu của Rwanda, nhà thấp hơn của đất nước của quốc hội.

## Sự kiện
Năm 1993, Nirere là phó thống đốc phụ trách các vấn đề xã hội ở tỉnh Byumba. Năm đó, cô chạy trốn khỏi quân đội tiến công của Mặt trận Yêu nước Rwanda (FPR) và chuyển đến vùng ngoại ô Kigali. Các nhân chứng tuyên bố rằng trong cuộc diệt chủng Rwandan Nirere năm 1994 là một thành viên của lực lượng dân quân Interahamwe đã tổ chức vụ thảm sát người Tutsi và người Hutus ôn hòa và ảnh hưởng của Nirere với lực lượng dân quân xuất phát từ vị trí chính trị của cô. Nirere thừa nhận đã trao đồng phục và các đồ dùng khác cho các thành viên Interahamwe, nhưng cô phủ nhận việc liên kết với họ. Cô cũng bị buộc tội thiết lập và giám sát một kẻ chặn đường nơi Tutsi bị giam giữ trước khi họ bị giết.
Vào tháng 9 năm 2008, Nirere được bầu lại vào Hạ viện với tư cách là thành viên của FPR cầm quyền. Sau thêm năm tháng như một thành viên của quốc hội, cô bị buộc tội diệt chủng và xét xử tại một tòa án gacaca ở Giporoso, Quận Gasabo. Vào ngày 2 tháng 3 năm 2009, Nirere bị kết tội diệt chủng và bị kết án tù chung thân. Câu hỏi về sự thay thế của Nirere trong quốc hội đã được đưa ra vào tháng 5 năm sau, vì cô chưa được thay thế bởi FPR. Người phát ngôn của ngôi nhà, Rose Mukantabana, nêu vấn đề vì tối đa mười ngày được luật quốc hội cho phép.